# Cò ke tạp tính
Cò ke tạp tính hay còn gọi cò ke tạp phái (danh pháp khoa học: Grewia polygama) là một loài thực vật có hoa trong họ Cẩm quỳ. Loài này được Roxb. mô tả khoa học đầu tiên năm 1832.